# Икшваку
Икшва́ку (санскр. इक्ष्वाकु Ikṣvāku, букв. «тыква») — легендарный древнеиндийский царь, первый правитель и основатель династии Икшваку (Солнечной династии), от которой ведут свое начало и некоторые современные княжеские роды Индии. Царствовал в начале второй юги в Айодхье.
Сын Ману Вайвасвата, отцом которого являлось само Солнце — Вивасват. Родился после потопа, в результате которого царский корабль оказался на вершине Малайских гор.
Из 100 сыновей Икхшваку старший, Викукши, основал Солнечную династию Айодхьи, а другой сын, Ними — вторую ветвь Солнечной династии, царствовавшую в Митхиле. «Вишну-пурана» даёт полный перечень властителей, принадлежавших этим двум ветвям. К первой из этих ветвей (ветви Айодхьи) принадлежал и излюбленный индийский герой Рама. Довольно много раджпутских родов ведут своё начало от Солнечной династии.
В текстах индуизма Икшваку описывается как праведный и славный монарх. За чистую и святую жизнь на земле был вознесён на небо Индры.
Мифологический словарь, говоря о происхождении Икшваку, приводит версию о племени гуннов или саков (скифов), переселившихся в Индию из долины реки Аксу.